# Machimus nigrosetosus
Machimus nigrosetosus är en tvåvingeart som beskrevs av Seguy 1941. Machimus nigrosetosus ingår i släktet Machimus och familjen rovflugor. Inga underarter finns listade i Catalogue of Life.